# Mark (Fluss)
Die Mark ist ein kleiner Fluss, der durch die niederländische Provinz Noord-Brabant fließt und unter der Bezeichnung Dintel südlich von Rotterdam in das Küstengewässer Volkerak mündet. 
Der Flusslauf entspringt als ’t Merckske in Belgien, dann fließt er als Bovenmark durch die Stadt Breda, wo er sich mit dem Fluss Aa oder Weerijs zur Mark vereinigt. Ab dem Dorf Standaarbuiten wird die Bezeichnung Dintel verwendet.
Seine Mündung bildet den Hafen für ein wichtiges Industriegebiet (Industriegebied Dintelmond)